# Górka (Śrem)
Pour les articles homonymes, voir Górka.
Górka (prononciation : [ˈɡurka]) est un village polonais de la gmina de Brodnica dans le powiat de Śrem de la voïvodie de Grande-Pologne dans le centre-ouest de la Pologne.
Il se situe à environ 2 kilomètres à l'est de Brodnica (siège de la gmina), à 9 kilomètres au nord-ouest de Śrem (siège du powiat) et à 30 kilomètres au sud de Poznań (capitale régionale).

## Histoire
De 1975 à 1998, le village faisait partie du territoire de la voïvodie de Poznań.

Depuis 1999, Górka est situé dans la voïvodie de Grande-Pologne.
Le village possède une population de 260 habitants.